# Єтмир Сефа
Єтмир Сефа (алб. Jetmir Sefa; нар. 30 січня 1987, Тирана, Албанія) — албанський футболіст, півзахисник клубу «Динамо» (Тирана).

## Клубна кар'єра

### «Тирана»

#### Сезон 2005/06 років
Вихованець молодіжної академії «Тирани», до складу якої приєднався 2000 року у віці 13 років. У 2005 році переведений до головної команди вище вказаного клубу. До першої команди юного півзахисника перевів напередодні старту сезону 2005/06 років тодішній головний тренер Леонардо Менікіні, його партнерами по півзахисту стали Ервін Булку, Саймір Патуші, Деві Мука, Клодіан Дуро та Кріштіану Музаккі.
У Суперлізі Албанії дебютував 7 вересня 2005 року у 18-річному віці у виїзному поєдинку проти Шкумбіні Пекіна, де вийшов у стартовому складі півзахисту разом з Деві Мука, Ервіном Булку та Енгертом Бакаллі. Дебютний матч для Єтмира завершився з нічийним рахунком 1:1, Сефа став одним з чотирьох гравців «Тирани», які отримали жовту картку, а Ар'ян Піша отримав червону картку. Протягом 2005/06 років в албанській Суперлізі здійснив 14 матчів у чемпіонаті, зокрема 8 поєдинків провів зі стартового складу та в 4-ох поєдинках провів усі 90 хвилин. «Тирана» стала віце-чемпіоном Албанії, а переможцем турніру вперше з 1984 року став «Ельбасані». Також був частиною команди, яка виграла кубку Албанії 2005/06 років, також вище вказаний трофей став першим професіональним трофеєм для Єтмира.

#### Сезон 2006/07 років
Наступний сезон розпочав у кваліфікації Кубку УЄФА проти хорватського «Вартекса», де поїхав із командою до Вараждина, в якому вийшов на заміну Віоресіна Сінані на 90-й хвилині нічийного (1:1) поєдинку. У матчі-відповіді участі не брав, де після перемоги (2:0) вийшла до наступного раунду. Він не брав участі в першому матчі наступного поєдинку Кубку УЄФА проти «Кайсеріспора», але грав у другому матчі, оскільки турецький клуб вибив «Тирану» зі змагань. Брав участь у 21 матчі в албанської Суперліги 2006/07 років, в якому «Тирана» виграла чемпіонат.

#### Сезон 2007/08 років
Влітку 2007 року після від'їзду Ервіна Булку до «Кривбасу» (Кривий Ріг) Сефа отримав футболку з  номером 8, що було розцінено клубом як велика честь надати молодому півзахиснику номер легенди, яка пішла. Відзначився першим голом у клубі 1 вересня 2007 року в домашньому поєдинку проти «Шкумбіні». У сезоні зіграв 13 поєдинків та 3 голи в чемпіонаті, в якому «Тирана» посіла 6-те місце, але став фіналістом кубку Албанії.

### «Лачі»
6 червня 2014 року Сефа вільним агентом перейшов до «Лачі», з яким уклав договір до завершення сезону 2014/15 років. Однак залишив команду 5 січня наступного року, розірвавши контракт з клубом.

### Повернення в «Тирану»
У січні 2015 року повернувся в «Тирану», після узгодження умов зі своїм попереднім клубом «Лачі», щоб завершити трансфер, за заявленою номінальною платою 300 000 албанських леків (близько 2150 євро). Дебютував після повернення за клуб 24 січня в переможному (2:0) поєдинку проти «Аполонії», вийшовши на поле на 62-й хвилині замість Маріо Моріни.

### «Влазанія» (Шкодер)
1 вересня 2015 року, в останній день літнього вікна трансферів, Сефа залишив «Тирану» й підписав контракт із «Влазнія» (Шкодер) за невідому плату, взявши вакантний 24-й ігровий номер на сезон 2015/16 років.
3 жовтня 2015 року відзначився дебютним голом за клуб, зрівнявши рахунок зі штрафного удару на останніх хвилинах поэдинку проти «Кукесі», завдяки чому «Влазанія» здобула перше очко після п’яти поспіль поразок.

### «Камза»
2 серпня 2016 року Сефа узгодив умови особистого договору та вільним агентом перейшовши до клубу Першого дивізіону чемпіонату Албанії «Камза», з яким підписав 1-річний контракт. Того ж дня офіційно представлений разом з Валданом Німані та Елтоном Басріу, у новій команді отримав футболку 8-им ігровим номером.

### «Лірія»
5 липня 2017 року підписав контракт з представником Суперліги Косова «Лірія», приєднавшись до свого колишнього товариша по команді Бледі Шкембі, який працював у команді головним тренером.

## Кар'єра в збірній
Дебютний виклик до національної збірної Албанії отримав від Йосипа Куже. Єтмир дебютував у збірній 12 серпня 2009 року в переможному (6:1) товариському поєдинку проти Кіпру.

## Стиль гри
Переважно грає на позиції центрального півзахисника, але за потреби може також грати на лівому або правому фланзі півзахисту.

## Статистика виступів

### Клубна
Станом на 18 June 2015
| Клуб              | Сезон             | Ліга              | Ліга  | Ліга | Кубок Албанії | Кубок Албанії | Суперкубок | Суперкубок | Єврокубки | Єврокубки | Загалом | Загалом |
| Клуб              | Сезон             | Дивізіон          | Матчі | Голи | Матчі         | Голи          | Матчі      | Голи       | Матчі     | Голи      | Матчі   | Голи    |
| ----------------- | ----------------- | ----------------- | ----- | ---- | ------------- | ------------- | ---------- | ---------- | --------- | --------- | ------- | ------- |
| «Тирана»          | 2005–06           | Суперліга Албанії | 14    | 0    | ?             | ?             | 0          | 0          | —         | —         | 14      | 0       |
| «Тирана»          | 2006–07           | Суперліга Албанії | 21    | 0    | ?             | ?             | 0          | 0          | 2         | 0         | 23      | 0       |
| «Тирана»          | 2007–08           | Суперліга Албанії | 13    | 3    | ?             | ?             | 1          | 0          | 2         | 0         | 16      | 3       |
| «Тирана»          | 2008–09           | Суперліга Албанії | 27    | 3    | 7             | 1             | —          | —          | —         | —         | 34      | 4       |
| «Тирана»          | 2009–10           | Суперліга Албанії | 31    | 3    | 3             | 0             | 1          | 0          | 2         | 0         | 39      | 3       |
| «Тирана»          | Загалом           | Загалом           | 106   | 9    | 10            | 1             | 2          | 0          | 6         | 0         | 124     | 10      |
| «Скендербеу»      | 2010–11           | Суперліга Албанії | 17    | 1    | 3             | 0             | —          | —          | —         | —         | 20      | 1       |
| «Скендербеу»      | Загалом           | Загалом           | 17    | 1    | 3             | 0             | —          | —          | —         | —         | 20      | 1       |
| «Кастріоті»       | 2011–12           | Суперліга Албанії | 22    | 4    | 10            | 2             | —          | —          | —         | —         | 32      | 6       |
| «Кастріоті»       | Загалом           | Загалом           | 22    | 4    | 10            | 2             | —          | —          | —         | —         | 32      | 6       |
| «Бюліс» (Балш)    | 2012–13           | Суперліга Албанії | 22    | 2    | 8             | 1             | —          | —          | —         | —         | 30      | 3       |
| «Бюліс» (Балш)    | Загалом           | Загалом           | 22    | 2    | 8             | 1             | —          | —          | —         | —         | 30      | 3       |
| «Скендербеу»      | 2013–14           | Суперліга Албанії | —     | —    | —             | —             | —          | —          | 3         | 0         | 3       | 0       |
| «Скендербеу»      | Загалом           | Загалом           | —     | —    | —             | —             | —          | —          | 3         | 0         | 3       | 0       |
| «Кастріоті»       | 2013–14           | Суперліга Албанії | 25    | 2    | 1             | 0             | —          | —          | —         | —         | 26      | 2       |
| «Кастріоті»       | Загалом           | Загалом           | 25    | 2    | 1             | 0             | —          | —          | —         | —         | 26      | 2       |
| «Лачі»            | 2014–15           | Суперліга Албанії | 13    | 0    | 4             | 2             | —          | —          | 4         | 0         | 21      | 2       |
| «Лачі»            | Загалом           | Загалом           | 13    | 0    | 4             | 2             | —          | —          | 4         | 0         | 21      | 2       |
| «Тирана»          | 2014–15           | Суперліга Албанії | 14    | 1    | 3             | 0             | —          | —          | —         | —         | 17      | 1       |
| «Тирана»          | 2015–16           | Суперліга Албанії | 1     | 0    | 0             | 0             | —          | —          | —         | —         | 1       | 0       |
| «Тирана»          | Загалом           | Загалом           | 15    | 1    | 3             | 0             | —          | —          | —         | —         | 18      | 1       |
| Усього за кар'єру | Усього за кар'єру | Усього за кар'єру | 220   | 19   | 39            | 6             | 2          | 0          | 13        | 0         | 274     | 25      |

### У збірній
| Дата       | Місто   | Господарі | Результат | Гості   | Турнір           | Голи | Примітки |
| ---------- | ------- | --------- | --------- | ------- | ---------------- | ---- | -------- |
| 12-8-2009  | Тирана  | Албанія   | 6 – 1     | Кіпр    | товариський матч | -    | 76'      |
| 14-11-2009 | Таллінн | Естонія   | 0 – 0     | Албанія | товариський матч | -    | 88'      |
| Усього     |         | Матчів    | 2         |         | Голів            | 0    |          |

## Досягнення

### Клубні
«Тирана»
- Суперліга Албанії
  -  Чемпіон (2): 2006/07, 2008/09

- Кубок Албанії
  -  Володар (1): 2005/06

- Суперкубок Албанії
  -  Володар (2): 2007, 2009

«Скендербеу»
- Суперліга Албанії
  -  Чемпіон (1): 2010/11